# Elimaea tenuicerca
Elimaea tenuicerca is een rechtvleugelig insect uit de familie sabelsprinkhanen (Tettigoniidae). De wetenschappelijke naam van deze soort is voor het eerst geldig gepubliceerd in 2011 door Liu & Liu.